# Agrilus brevinotus
Agrilus brevinotus (лат.) — вид узкотелых жуков-златок. Видовое название происходит от сочетания латинского слова brevis (короткий) и греческого notos (спина). сочетания (укороченный поперечный пронотум).

## Распространение
Китай.

## Описание
Длина тела взрослых насекомых (имаго) 3,3—5,0 мм. Отличаются выпуклым лбом, поперечным пронотумом, основным зелёным цветом спинной стороны; наиболее широкая часть эдеагуса приходится на середину. Близок к виду A. gussakovskiji. Переднегрудь с воротничком. Боковой край переднеспинки цельный, гладкий. Глаза крупные, почти соприкасаются с переднеспинкой. Личинки развиваются на различных лиственных деревьях. Встречаются в июне на высотах от 800 до 1200 м. Вид был впервые описан в 2011 году в ходе ревизии, проведённой канадскими колеоптерологами Эдвардом Йендеком (Eduard Jendek) и Василием Гребенниковым (Оттава, Канада).